# Vladyslav Lavsky
Vladyslav Lavsky (en ucraniano: Владислав Лавський; 16 de marzo de 2000) es un deportista ucraniano que compite en atletismo. Ganó una medalla de plata en el Campeonato Europeo de Atletismo de 2024, en la prueba de salto de altura.

## Palmarés internacional
| Campeonato Europeo | Campeonato Europeo | Campeonato Europeo | Campeonato Europeo |
| Año                | Lugar              | Medalla            | Prueba             |
| ------------------ | ------------------ | ------------------ | ------------------ |
| 2024               | Roma (Italia)      | Medalla de plata   | Salto de altura    |